# 漾弓江
漾弓江也称中江河，位于中华人民共和国云南省西北部，是金沙江的一条支流。发源自丽江市玉龙雪山南麓，向南流经丽江坝区、七河坝区、鹤庆坝区等坝区，在大理白族自治州鹤庆县中江乡汇入金沙江。全长122.1公里。上游也称青龙河，在丽江南部金山乡接纳东山河后始称漾弓江。